# Ceratodon valdiviae
Ceratodon valdiviae är en bladmossart som beskrevs av C. Müller 1900. Ceratodon valdiviae ingår i släktet brännmossor, och familjen Ditrichaceae. Inga underarter finns listade i Catalogue of Life.